# Chajredin
Chajredin (bulgariska: Хайредин) är en ort i Bulgarien.   Den ligger i kommunen Obsjtina Chajredin och regionen Vratsa, i den nordvästra delen av landet, 100 km norr om huvudstaden Sofia. Chajredin ligger 52 meter över havet och antalet invånare är 2 228.
Terrängen runt Chajredin är huvudsakligen platt. Chajredin ligger nere i en dal. Runt Chajredin är det ganska glesbefolkat, med 38 invånare per kvadratkilometer.. Närmaste större samhälle är Mizija, 17,4 km nordost om Chajredin.
Trakten runt Chajredin består till största delen av jordbruksmark.